# Geranium multisectum
Geranium multisectum är en näveväxtart som beskrevs av Nicholas Edward Brown. Geranium multisectum ingår i släktet nävor, och familjen näveväxter. Inga underarter finns listade i Catalogue of Life.